# Trigonocarinatus
Trigonocarinatus – rodzaj chrząszczy z rodziny biedronkowatych i podrodziny Coccinellinae. Obejmuje pięć opisanych gatunków.

## Morfologia
Chrząszcze o wysklepionym, okrągławym w zarysie ciele długości od 1,6 do 2,7 mm. Ubarwione są czarno z żółtawym do ceglastego wzorem lub żółtawo z czarnym wzorem, przy czym głowa jest zawsze jasna. Wierzch ciała mają delikatnie punktowany i owłosiony.
Głowa jest poprzeczna, zaopatrzona w szeroko wykrojony i częściowo zasłaniający wargę górną nadustek, duże i zaokrąglone oczy złożone oraz bardzo krótkie i zbudowane z dziewięciu członów czułki zwieńczone wrzecionowatymi buławkami, których człon ostatni jest ostro stożkowaty i dłuższy niż przedostatni. Szerokie żuwaczki mają rozdwojone szczyty i po spiczastym zębie nasadowym. Głaszczki szczękowe budują trzy człony, z których ostatni jest siekierowaty. Warga dolna ma drobną, sercowatą bródkę z zaokrąglonym kątem przednim i szeroko wykrojoną krawędzią. Głaszczki wargowe budują dwa człony, z których ostatni jest walcowaty i nieco ku zaokrąglonemu szczytowi zwężony.
Przedplecze jest poprzeczne, o głęboko wykrojonej krawędzi przedniej, łukowatych brzegach bocznych i zaokrąglonych kątach tylnych i przednich. Kształt tarczki jest prawie trójkątny. Pokrywy mają bardzo słabo zaznaczone guzy barkowe i niepełne, stopniowo zwężone epipleury. Skrzydła tylnej pary są dobrze rozwinięte. T-kształtne przedpiersie jest równomiernie wypukłe z wypłaszczoną powierzchnią. Wyrostek przedpiersia jest szeroki i na szczycie zaokrąglony; jego żeberka łączą się na przedzie, wygradzając obszar o trójkątnym lub prawie trójkątnym kształcie. Brak fałdu przedpiersia wyróżnia ten rodzaj od innych przedstawicieli plemienia, z wyjątkiem Acarinus, u którego cechy tej nie sprawdzano, i który to odznacza się brakiem wspomnianych żeberek. Zapiersie (metawentryt) ma kompletne, pośrodku połączone linie zabiodrowe. Odnóża mają krętarze i uda formujące buławę, pod którą chowają się w pozycji ochronnej spłaszczone golenie i zwieńczone rozdwojonymi pazurkami stopy. W przypadku odnóży przednich buława ma kształt niemal prostokątny z krawędzią wewnętrzną prostą, w przypadku pozostałych par jest owalna z krawędzią wewnętrzną wklęsłą.
Odwłok ma krawędź wierzchołkową ostatniego, szóstego z widocznych sternitów (wentrytu) wykrojoną u samców i zaokrągloną u samic.

## Rozprzestrzenienie
Owady te zamieszkują krainę orientalną. W Chinach znane są z Fujiana, Guangdongu, Hajnanu, Hunanu, Junnanu, Kuangsi i Tybetu. Ponadto podawane są z Laosu, Wietnamu i Tajwanu.

## Taksonomia
Rodzaj ten wprowadzili w 2015 roku Huo Lizhi i Ren Shunxiang na łamach „Annales Zoologici” w publikacji współautorstwa Li Wenjinga, Chen Xiaoshenga i Wang Xingmina. Nazwę rodzajową wywiedli od łacińskich słów trigonum (trójkąt) i carina (żeberko), w nawiązaniu do kształtu żeberek na przedpiersiu tego owada. Gatunkiem typowym wyznaczyli opisanego w tej samej publikacji T. menghaiensis.
Do rodzaju tego zalicza się pięć opisanych gatunków:
- Trigonocarinatus cuneatus Huo et Ren, 2015
- Trigonocarinatus gongshanus Huo et Ren, 2015
- Trigonocarinatus menghaiensis Huo et Ren, 2015
- Trigonocarinatus montanus (Hoàng, 1985)
- Trigonocarinatus ramus Huo et Ren, 2015